# Around the World
Around the World és un musical basat en la novel·la de Jules Verne, La volta al món en vuitanta dies, amb un llibret d'Orson Welles i música i lletres fetes per Cole Porter. Consisteix en una aventura per tot el món feta per Phileas Fogg. El musical va obrir a Broadway el maig de 1946, però després de 75 actuacions, va tancar amb grans pèrdues econòmiques per a Welles.